# Mechanische Weberei Urspring

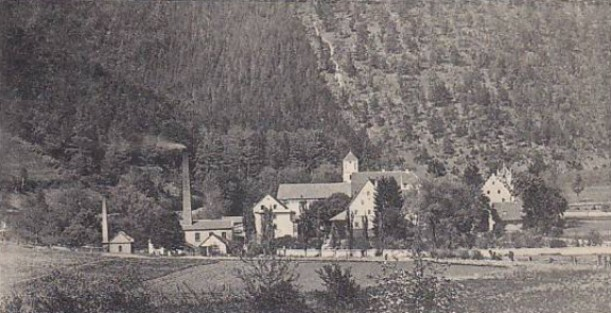
Fabrik Urspring von Süden, um 1900

Die Mechanische Weberei Urspring (MWU) in Urspring bei Schelklingen war eine Baumwollmanufaktur, welche von 1832 bis 1953 bestand.

## Name
Anfangs immer nur Fabrik Urspring genannt, bürgerte sich ab den 1870er Jahren die Bezeichnung Mechanische Weberei Urspring (MWU) ein. So wurde die Firma 1900 nur Mechanische Weberei genannt, dagegen ab 1907 Mechanische Weberei Rall & Söhne. In einem Anschreiben von 1933 findet sich die Bezeichnung Mechanische Weberei Urspring Rall & Söhne.

## Gründung und Betrieb durch JohannGeorgFriedrich Reichenbach 1832‒1852
Die Baumwollweberei in Urspring wurde 1832 in dem 1806 säkularisierten Benediktinerinnenkloster Urspring durch den Kaufmann Johann Georg Friedrich Reichenbach gegründet. Reichenbach war Inhaber der Baumwollweberei Urspring von 1832–1852.
Durch Kaufvertrag vom 14. April 1832 erhielt Georg Reichenbach sämtliche im Staatsbesitz befindlichen Gebäude mit Ausnahme des Pfarrhauses (ehemaliges Unteres Gasthaus), der Hausmeisterwohnung (ehemaliges Priorat) und dem von dem Brauhauspächter bisher benützten Keller; diese blieben dem Pfarrer, den Klosterfrauen und Schwestern auf ihre Lebenszeit zur Bewohnung und Benützung vorbehalten. Die vormalige Klosteroberamtei, nachherige Urspringer Kameralverwaltung, behielt sich der württembergische Staat als Wohnung des Revierförsters vor.
Der Fabrikbetrieb durch Reichenbach lässt sich in zwei Phasen einteilen. In der ersten Phase von 1832 bis 1846 befand sich die Weberei im ersten Stock (Obergeschoss) der zweistockigen Getreidemühle am Ursprung und in den Klausurflügeln: im vormaligen Konventsaal, dem ehemaligen Strafzimmer, der früheren Gaststube und Kammer des Brauhauses und in einem Saal, der durch den Abbruch der Zellen der Nonnen (wohl in den Klausurflügeln) entstanden war. Die Klosterkirche wurde 1835 als Magazin benutzt.
1835 waren 86 Handwebstühle und 15 Wasserstühle, 2 Spul-, 2 Zettel- und 3 Schlichtmaschinen in Betrieb. Es waren fast 120 Arbeiter, ohne die zahlreichen Handwerker und Fuhrleute, in der Fabrik beschäftigt. Die Hälfte der Fabrikarbeiter waren Mädchen im Alter von 14 bis 20 Jahren. Bis 1844 war die Zahl der Beschäftigten in Reichenbachs „mechanischer Weberei und chemischen Bleiche für Baumwoll- und Leinenstoffe“ auf 150 Arbeiter angestiegen.
Die mechanische Weberei befand sich in der zweiten Phase von 1846 bis 1852 in der ehemaligen dreiflügeligen Klausur. Die Fabrikeinrichtung bestand von ca. 1846 bis 1852 aus 44 eisernen und 80 hölzernen mechanischen Webstühlen, dazu 4 Schlichtmaschinen, 4 Spulmaschinen, 1 Zettelmaschine samt dem Triebwerk, bestehend aus einem Wasser- und Kammrad, Wellbäumen, Königswellen und Antriebsriemen.
In der zweiten Phase von 1846 bis 1852 enthielt die ehemalige Mahlmühle, die Brauerei und das Bruderhaus eine Kunstbleiche. Im „unteren Garten“, dem Baumgarten, bestand eine Rasenbleicherei nach dem Muster der Blaubeurer Bleiche. Der Garten hieß deshalb später „Bleichgarten“.
Das hergestellte Tuch bestand von 1833 an in der Hauptsache in rohem Baumwolltuch. 1844 lieferte die Fabrik jährlich 8000 Stück Baumwolltuch und Shirtings, auch gefärbte Perkals und Kambriks. Seit den 1840er Jahren konnte das Tuch auch gebleicht werden. Eine Färbung oder Appretur wurde in der Regel nicht in Urspring, sondern in anderen Fabriken vorgenommen.
Reichenbach besuchte schon früh verschiedene Gewerbeausstellungen, um für seine Produkte zu werben: Er war im Mai 1833 auf der Industrieausstellung für das Königreich Württemberg. Unter dem Abschnitt Baumwollfabrikate berichtet der Herausgeber Volz: „Georg Reichenbach in Urspring hatte einen in Augsburg gedruckten Schlafrock zu 10 fl. aufgelegt, welcher jedoch mit unserem Köchlinschen Fabrikat den Vergleich nicht aushält“. 1842 übersandte Johann Butzhuber in Blaubeuren dem Gewerbeverein für das Großherzogtum Hessen „in schöner und gelungener Waare 8 Stück gebleichte Leinen, hierunter 6 Stück aus rohem Garn gewoben und bei Georg Reichenbach in Urspring bei Blaubeuren gebleicht (…)“. Im Jahre 1844 besuchte Reichenbach die Allgemeine Deutsche Gewerbe-Ausstellung zu Berlin. Der amtliche Bericht äußert sich zu Reichenbach wie folgt:
„41. Georg Reichenbach in Urspring, beschäftigt in seiner mechanischen Weberei und chemischen Bleiche für Baumwoll- und Leinenstoffe 150 Arbeiter und liefert jährlich 8000 Stück Baumwollentuch und Shirtings, auch gefärbte Perkals und Kambriks. Ausgestellt war: ein Stück Domestic; sehr gut in Garn, Weberei, Bleiche und Appretur für den Bedarf ganz passend, auch wohlfeil. 1 Stück Shirting: Weberei gut, Bleiche und Appretur weniger gelungen, Preis ziemlich theuer. 1 Stück Türkischroth gefärbter Kattun: ebenso gelungen wie Schweizer Roth, jedoch höher im Preise als dieses. 1 Stück rohes Baumwolltuch, Printer: Gut, aber im Verhältniß etwas theuer“.

## Die Fabrik unter ChristianAugustBlezinger 1852‒1859
Am 30. Januar 1852 musste Georg Reichenbach die Fabrik wegen Überschuldung an die Gläubigerin Frau Friederike Blezinger in Stuttgart, die Mutter von Christian August Blezinger, verkaufen. August Blezinger wurde in der Folge Fabrikant in Urspring.
Mit der Übernahme der Fabrik durch Blezinger im Jahr 1852 trat die Fabrik in ihre dritte Bauphase ein: in diesem Jahr wurde die gescheiterte Kunstbleiche in der Mühle und im Brauhaus entfernt und die Webstühle aus den Klausurflügeln wieder in eben dieses Wirtschaftsgebäude transferiert. 1852 waren Maschinen im Gesamtwert von 10.140 Gulden (fl) vorhanden, darunter das Wasserrad samt Triebwerk, 3 Schlichtmaschinen, 3 Zettelmaschinen, 2 Spulmaschinen, 48 eiserne mechanische Webstühle und 22 hölzerne mechanische Webstühle.
1856 beantragte Blezinger, für den Betrieb einer Dampfmaschine von 4 bis 6 Pferdekräften, welche die Webstühle bei Wassermangel in Bewegung setzen sollte, die Genehmigung zur Errichtung eines Dampfkessels in einem eigens dazu zu erbauenden Dampfkesselhaus. Am 23. Juli 1856 genehmigte das Innenministerium in Stuttgart den Bau des Dampfkessels.
Während der Besitzerschaft von Blezinger kam es zu einer Baumwollkrise in Folge des Krimkriegs (17. Oktober 1854 bis 18. März 1856). Dieser Krieg schränkte die Wirtschaftstätigkeit im Allgemeinen ein und wird auch als Erste Weltwirtschaftskrise bezeichnet. Für die Baumwollindustrie war das Hochschnellen des Preises für Rohbaumwolle entscheidend, verursacht durch eine Verknappung des Angebots, welches Produktionseinschränkungen herbeiführte.

## Die Fabrik unterLouisAdam Gans 1859‒1870
Am 14. März 1859 verkaufte Christian August Blezinger die Weberei an Louis Adam Gans, bürgerlich in Offenbach am Main, von 1844‒1847 Handelsmann in Frankfurt am Main, seit 1857 bürgerlich in Hohenems und Textilfabrikant in St. Gallen.
Am 28. Dezember 1861 stellte er beim Oberamt Blaubeuren den Antrag, einen zweiten Dampfkessel aufstellen zu dürfen, nachdem bereits seinem Vorbesitzer Christian August Blezinger die Aufstellung eines ersten Dampfkessels erlaubt worden war. Am 3. Januar 1862 wird dieser Bitte entsprochen. Der Dampfkessel diente zum Betrieb der Dampfmaschine, welche bereits 1856 von Blezinger aufgestellt worden war. Auch hatten die Fabriksäle eine Dampfheizung.
Am 31. Juli 1867 erhielt Gans die Genehmigung der Regierung des Donaukreises in Ulm, das Wasserrad durch zwei Turbinen zu ergänzen oder zu ersetzen. 1869 waren eine Jonval-Turbine und eine zweite, kleinere, vorhanden.
Gans war ein großer Liebhaber der Telegraphie. So betrieb er nicht nur geschäftlich eine Telegraphenstation. Beim Verkauf an die Familie Rall 1870 befanden sich im ehemaligen oberen Gasthaus, wo Gans wohnte, im ehemaligen unteren Gasthaus, nunmehr Comptoir und Wohnung des Fabrikdirektors und Prokuristen Wilhelm Römer, und in der Fabrik im Stückzimmer Telegraphenapparate.
Unter Gans lassen sich zwei Bauperioden unterscheiden: Die erste begann mit der Übernahme der Fabrik in 1859 und reichte bis 1862. Die zweite Periode reichte von 1862 bis zum Verkauf der Fabrik 1870. In der ersten Periode von 1859 bis 1862 blieb der Gebäudebestand im Wesentlichen wie Gans ihn von Blezinger übernommen hatte. Die Weberei wurde in der Mühle und dem Brauhaus belassen. Dieses Gebäude war zweistockig und besaß im Dachraum ein Zwerchhaus mit Lastenaufzug. In der zweiten Periode ab 1862 wurde das Fabrikgebäude um ein Fachwerkstockwerk erhöht; d. h. das gesamte Dach wurde abgetragen, ein dritter Stock aufgebaut und ein neues Dach errichtet. Das Fabrikgebäude war nunmehr dreistockig mit gewölbten Räumen im Erdgeschoss, und Fabriksälen im ersten und zweiten Stockwerk.
Die Zahl der Maschinen war stark vermehrt worden: im Fabriksaal im ersten Obergeschoss befanden sich 104 Webstühle; im zweiten Obergeschoss weitere 36 Webstühle, vier Spulmaschinen, vier Zettelmaschinen, zwei Schlichtereimaschinen und eine Sizingmaschine. Am Ende der Periode unter Gans (Juli 1870) betrug die Zahl der Webstühle 177.
Die Klosterkirche wurde in den 1860er Jahren wie bereits in den 1830er Jahren als Magazin benutzt.
Gans ließ 1861 das Kosthaus (oder Krankenhaus) über dem Urspringtopf abbrechen. Der südliche und westliche Klausurflügel, weiterhin der nördliche Kreuzgang wurden 1865 abgebrochen.
Eine Baumwollkrise gab es insbesondere während des amerikanischen Bürgerkriegs von 1861–1865. Der Zusammenbruch der Baumwollproduktion in den USA sollte sich fatal für die europäischen Fabriken auswirken. In England kam es in diesen Jahren sogar zu einer Baumwollhungersnot in der Grafschaft Lancashire und der Webereihochburg Blackburn.
Louis Gans wollte Ende der 1860er Jahre die Fabrik verkaufen und schaltete eine Anzeige im Schwäbischen Merkur, worauf sich die Familie Rall aus Eningen unter Achalm meldete, welche für den Sohn Robert Friedrich Rall nach einem Etablissement suchte.

## Die Fabrik unter der Familie Rall 1870‒1953
Am 1. Juli 1870 erwarben die Brüder Johann „Jakob“ Rall und Albert Rall aus Eningen unter Achalm („Johann Rall & Sohn“ bzw. „Johann Jakob Rall & Sohn“) die Weberei von Louis Gans. Johann „Jakob“ Rall (geb. 11. April 1820 in Eningen u.A., † 2. August 1878 ebenda) war Teilhaber der Firma „Leuze & Rall“ in St. Gallen, Teilhaber der Firma „J. J. Rall & Sohn“ in Eningen u.A. und Teilhaber der Mechanischen Weberei Urspring (MWU). Albert Rall (1827‒1879), Bruder von Johann Jakob Rall und Onkel von Robert Friedrich Rall, zog mit dem Neffen Robert nach Urspring, um gemeinsam die Fabrik zu übernehmen. Albert Rall führte in den ersten Jahren die Fabrik Urspring, bis Robert Rall, der 1870 erst 21 Jahre alt war, die Firmenleitung übernehmen konnte.
1877 kaufte Albert Rall (geb. 21. Januar 1827 in Eningen u.A., † 7. August 1881 in Stuttgart) von den Nachfahren des Müllers Jakob Scherb die Dreikönigsmühle, um an deren Stelle eine Spinnerei zu errichten. Doch war nach Meinung von Sachverständigen der Platz ungeeignet und die Wasserkraft der Ach zu schwach, sodass die Mühle zum Mühlebetreib verpachtet wurde, bis sie schließlich 1901 die Stadt Schelklingen kaufte.
Am 1. Januar 1878 (oder aber durch Kaufvertrag vom 6. März 1878) verkaufte die Firma Johannes Rall & Söhne (die Söhne waren Johann Jakob Rall und Albert Rall, damals die Inhaber der Firma Johannes Rall & Sohn in Eningen), die Mechanische Weberei Urspring an Alfred Ewald Otto Rall (geb. 31. März 1847, † 3. April 1905), Robert Rall (geb. 3. Juni 1849 in Eningen u.A., † 2. März 1935 in Ulm a. D.) und Friedrich Eugen Hummel (geb. um 1847, † 1900 in Eningen u.A.), als Teilhaber, sämtliche in Eningen u.A., von denen die beiden Ersteren Söhne des Jakob Rall, der Letztere der Schwager des Alfred und Robert Rall war (Preis 220000 Mark).
Im Jahr 1879 wurde eine Dampfkraftanlage zur Unterstützung der Turbinen errichtet und die Fabrik durch ein Dampfhaus mit Fabrikkamin vergrößert (Gebäude Nr. 2).
1880 wurde ein Comptoir mit Telegraphenstation, welches sich vorher im unteren Gasthaus befand, an das südliche Ende des Ostflügels der Klausur angebaut mit Blick auf den Kreuzgang bzw. seit 1885 den neuen Websaal.
1885 wurde mit dem Bau eines neuen Websaals mit Sheddach im Bereich des ehemaligen Kreuzgangs die Grundlage zu einer erheblichen Steigerung der Produktionsmöglichkeiten gelegt.
Nach dem Bau des neuen Websaals 1885 dürfte die Wasserkraft allein bei weitem nicht mehr ausgereicht haben, um die zusätzlichen Maschinen anzutreiben, weshalb eine Dampfmaschine der Firma Maschinenfabrik Augsburg AG aufgestellt wurde.
1888 ließ Robert Rall eine 24,11 m lange und 12,00 m breite Scheuer mit Kutscherwohnung an Stelle der abgebrochenen ehemaligen Zehntscheuer des Klosters (Gebäude Nr. 4) erbauen. Die Scheuer enthielt im Erdgeschoss eine Wagenremise, die Tenne, eine Chaisenremise und den Pferdestall für sechs Pferde. Im Obergeschoss befand sich der Scheunenraum und die Tenne; hier auf der rechten Seite befand sich die Kutscherwohnung. Diese Scheuer ist das einzige bis heute erhaltene Gebäude der MWU in Urspring; allerdings wurde das Gebäude durch die Urspringschule zu einem Schul- und Wohngebäude umgebaut.

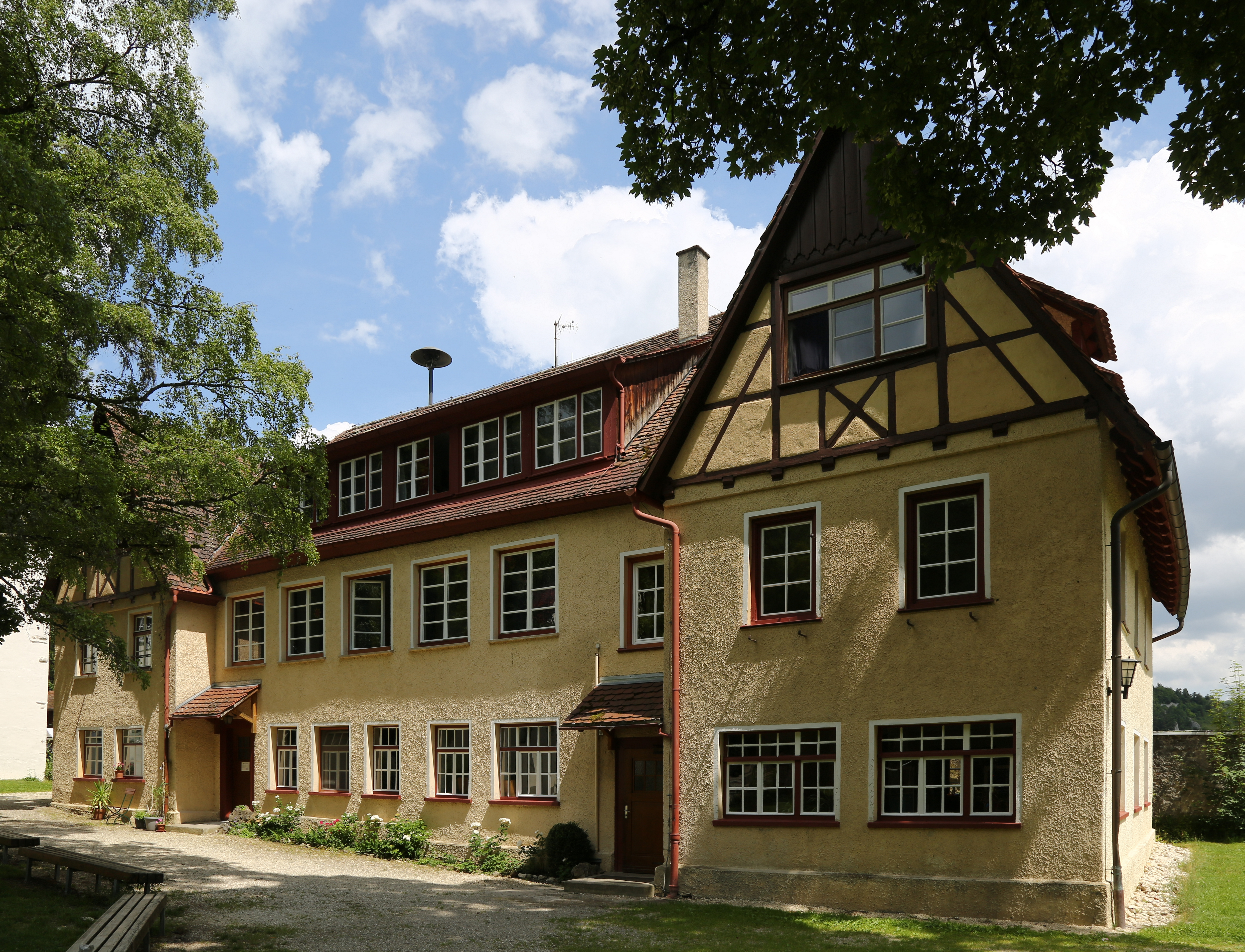
Die 1888 erbaute Scheuer mit Wagenremise, Pferdestall und Kutscherwohnung, nach 1930 zu einem Schul- und Wohngebäude umgebaut (Foto 2018); einziges erhaltenes Gebäude der Fabrik in Urspring

Die Baumwollkonjunktur seit 1870 war zunächst durch den Kriegsausbruch Juli 1870 bestimmt. Die Aufträge wurden annulliert bzw. zurückgestellt. Etliche Angestellte und Arbeiter mussten einrücken, darunter auch Buchhalter Schwarz. Robert Rall musste sich als Reservist bereithalten, wurde aber nicht abkommandiert. Nach den Siegen von Sedan und Wörth kamen die Bestellungen wieder, die Fabrik wurde zum Laufen gebracht, aber bald waren die vorrätigen Garne und Kohlen verbraucht. Das Geschäft verbesserte sich langsam, besonders weil nach dem Krieg alle Warenlager leer waren. Im Jahre 1893 konnten die vielen Aufträge, obwohl seit 1892 täglich 11 Stunden (bei einer 6-Tage-Woche) gearbeitet wurde, nicht mehr bewältigt werden.
1902 wurde eine Francis-Turbine durch J. M. Voith (Gründer Johann Matthäus Voith 1803‒1874) in Heidenheim eingebaut, um die Effizienz der Wasserkraft zu stärken.

## Maschinen, Arbeiter, Produkte
Unter Robert Rall und seinem Onkel Albert kam es zu einer beständigen Expansion der Zahl der Webstühle und anderen Maschinen. Gleich nach dem Erwerb der MWU durch die Familie Rall im Juli 1870 wird die Anzahl der Webstühle von bisher 177 auf 365 erhöht. Zur Zeit der Hochkonjunktur 1892/93 sollen 360 Webstühle in Betrieb gewesen sein, davon eine kleine Abteilung im „Kleinen Fabrikle“ in Schelklingen. Das Hauptprodukt war rohes Baumwolltuch.

## Fabriken in Schelklingen, Rottenacker und Ehingen a.D.
Seit 1875 war eine Weberei an der Ach in Schelklingen, das sogenannte „Kleine Fabrikle“, im Besitz der MWU. Es wurde von Josef Anton Fischli, ehemals Oberwebermeister in der MWU, errichtet. Fischli hatte sich selbständig gemacht und in Schelklingen eine eigene Fabrik gegründet, ging aber gleich 1875 wieder in Gant. 1875 betrieb diese kleine Weberei 59 Webstühle, 25 zweischäftige Webstühle, 1 Zettelmaschine und 2 Schussspulmaschinen.
Anfang der 1890er Jahre wurde die Kapazität der MWU wieder zu gering, trotz des Neubaus von 1885. Robert Rall bemühte sich um den Erwerb der „Manzʼschen Wasserkraft“ an der Donau in Rottenacker; 1895 wurde dort eine Weberei (Spinnerei) errichtet.
Die MWU gründete am 1. Oktober 1898 auch eine Spinnerei hinter dem Bahnhof in Ehingen, welche sich durch Ankauf des Straubʼschen Brauereigebäudes samt Bierhalle und Einrichtung zu Fabrikzwecken erweiterte.

## Vom Umzug nach Schelklingen 1906/07 bis zum Ende der MWU 1953
Am 5. November 1905 kaufte die MWU ein großes Areal in Schelklingen an der Ehinger Straße. 1906 wurde mit dem Bau der neuen Weberei an der Ehinger Straße begonnen. Am 15. März 1907 war der Umzug in das neue Werk an der Ehinger Straße beendet. Die neue Fabrik bestand aus einer großen Fabrikhalle mit einem eigenständigen Comptoir (Ehinger Straße 16) und dem Fabrikantenwohnhaus (Ehinger Straße 14). In der neuen Fabrikhalle waren 400 Webstühle untergebracht; 178 Arbeiter arbeiteten im neuen Werk.
Werner Rall berichtet, dass die Jahre von 1907 bis 1924 eine turbulente Zeit gewesen wären, vornehmlich durch den Ersten Weltkrieg und die nachfolgende Inflationszeit. Das Unternehmen erlitt große Verluste, die Marktstruktur hatte sich ebenso wie das Produktionsprogramm völlig verändert. Nur wenige Jahre konnte normal produziert werden. Die Weltwirtschaftskrise (1929‒1932) brachte eine hohe Arbeitslosigkeit durch mangelnde Aufträge. Seit 1933 ging es langsam wieder aufwärts, aber nach nur sechs Jahren stand der nächste Krieg bevor. In der Zeit von 1929 bis 1938 wurde die Produktion von den groben Baumwollstoffen auf Feinstgewebe aus synthetischen Garnen umgestellt und die Fertigungsprozesse automatisiert. Während des Zweiten Weltkriegs mussten vier Fünftel der Produktionsfläche für einen Rüstungsbetrieb bereitgestellt werden; mit einer Restkapazität von 20 Prozent (80 von 400 Webstühlen) wurden Fallschirmstoffe und ähnliches hergestellt. Nach dem Krieg konnte sich das Unternehmen, obwohl die Gebäude unzerstört blieben, trotz größter Anstrengungen zum Wiederaufbau des Betriebs, nicht ernsthaft erholen. Die Konjunktureinbrüche in den 1950er Jahren führten schließlich 1953 zum Produktionsende und 1955 zur Liquidierung des Unternehmens.
Nach dem Ende der MWU zogen verschiedene andere Firmen in die Fabrik ein, als erste die Firma Zeiss Ikon. Nachdem der letzte Nutzer die Produktion eingestellt hatte, stand die Fabrikhalle längere Zeit leer, und wurde schließlich um 2010 abgerissen; das Comptoir und Fabrikantenwohnhaus stehen noch.